# Brooke Rollins
Brooke Leslie Rollins (Glen Rose, 10 de abril de 1972) es una abogada y asesora política estadounidense. Es la secretaria de Agricultura de los Estados Unidos desde el 13 de febrero de 2025 bajo la segunda presidencia de Donald Trump, siendo la segunda mujer en ocupar el cargo.
Rollins fue previamente subasesora general, asesora ética y directora de políticas del gobernador de Texas Rick Perry. Es defensora de la reforma de la justicia penal. Rollins fue presidenta y directora ejecutiva de la Texas Public Policy Foundation, un think tank conservador con sede en Austin, Texas, desde 2003 hasta 2018. Durante su gestión en la Texas Public Policy Foundation (TPPF), el instituto creció de un equipo de tres personas a uno de 100.
Rollins supervisó la Oficina de Innovación Estadounidense de la Casa Blanca bajo el presidente Donald Trump desde 2018 hasta 2020. También se desempeñó como directora interina del Consejo de Política Interior de los Estados Unidos durante la administración Trump. Desde el fin de la administración Trump, Rollins ha sido presidenta y directora ejecutiva del America First Policy Institute.
El 23 de noviembre de 2024, el entonces presidente electo Trump anunció su intención de nominar a Rollins como secretaria de agricultura. Al momento de juramentar el cargo, se convirtió en la segunda mujer en ocupar el cargo, después de Ann Veneman.

## Primeros años y educación
Rollins nació el 10 de abril de 1972. Su madre, Helen Kerwin, fue elegida para la Cámara de Representantes de Texas en 2024. Creció en una granja en Glen Rose, Texas y asistió a la Universidad Texas A&M, donde se graduó cum laude con una Licenciatura en Ciencias en desarrollo agrícola en 1994. Durante su tiempo en Texas A&M, Rollins fue la primera mujer elegida como presidenta del cuerpo estudiantil. También se desempeñó como presidenta pro tempore del Senado Estudiantil, presidenta del Tribunal Judicial de Texas A&M, consejera de Fish Camp y fue Reina del Cotton Bowl Classic. En 2007, Rollins se convirtió en la primera mujer en dar un discurso en el Aggie Muster de College Station, que honra a los exalumnos fallecidos de Texas A&M.
Rollins obtuvo un Doctorado en Jurisprudencia en la Escuela de Derecho de la Universidad de Texas, graduándose con honores.

## Carrera
Tras graduarse de la escuela de derecho, Rollins trabajó durante varios años en Hughes & Luce, LLP en Dallas y realizó prácticas con la jueza del Tribunal de Distrito Federal de los Estados Unidos Barbara M. Lynn. Rollins sirvió anteriormente como subasesora general, asesora ética y directora de políticas del gobernador de Texas Rick Perry.
Rollins fue presidenta y directora ejecutiva de la Texas Public Policy Foundation, un think tank conservador con sede en Austin, Texas, desde 2003 hasta 2018. Durante su gestión en la TPPF, el instituto creció de un equipo de tres personas a uno de 100.
En 2011, Texas Monthly nombró a Rollins como una de las 25 tejanas más influyentes.